# Euplexia striatovirens
Euplexia striatovirens är en fjärilsart som beskrevs av Moore 1867. Euplexia striatovirens ingår i släktet Euplexia och familjen nattflyn. Inga underarter finns listade i Catalogue of Life.